# یواس‌اس ال‌اس‌تی-۵۶۶
یواس‌اس ال‌اس‌تی-۵۶۶ (به انگلیسی: USS LST-566) یک کشتی بود که طول آن ۳۲۸ فوت (۱۰۰ متر) بود. این کشتی در سال ۱۹۴۴ ساخته شد.